# Biserica Adormirea Maicii Domnului din Lugoj
Biserica Adormirea Maicii Domnului din Lugoj este un monument istoric aflat pe teritoriul municipiului Lugoj.

## Istoric și trăsături
Biserica „Adormirea Maicii Domnului” este una din cele mai impunătoare construcții în stil baroc din Banat. A fost construită între anii 1759-1766, de inginerul constructor Johannes Breutter, din inițiativa și pe cheltuiala obercneazului Gavril Gurean. Portretul ctitorului este pictat pe peretele estic al naosului. Biserica a fost sfințită de episcopul Ioan Georgevici, al cărui  portret este pictat pe peretele iconostasului în altar.
Biserica este o construcție de dimensiuni mari: lungimea 42 m, lățimea 21,5 m, înălțimea 15,7 m până la bolțile cupolei, iconostasul fără baldachin 9,3 m. Înălțimea turnurilor ajunge la 57 m.
Cunoscut și sub denumirea de „Biserica cu două turnuri”, lăcașul de cult adăpostește cinci clopote: în turnul stâng se găsesc trei clopote, iar în cel drept cele două clopote mari.
În spațiul cu o acustică deosebită, corul „Ion Vidu” al Casei de Cultură a Municipiului Lugoj susține anual tradiționalul Concert de Paști.
Noul mozaic de la Biserica cu două turnuri, realizat cu sticlă de Murano, a înlocuit mozaicul vechi, realizat la comanda lui Iosif Constantin Drăgan, care s-a deteriorat cu trecerea timpului. Imaginea de 30 de metri pătrați reprezintă Adormirea Maicii Domnului.

## Imagini din exterior

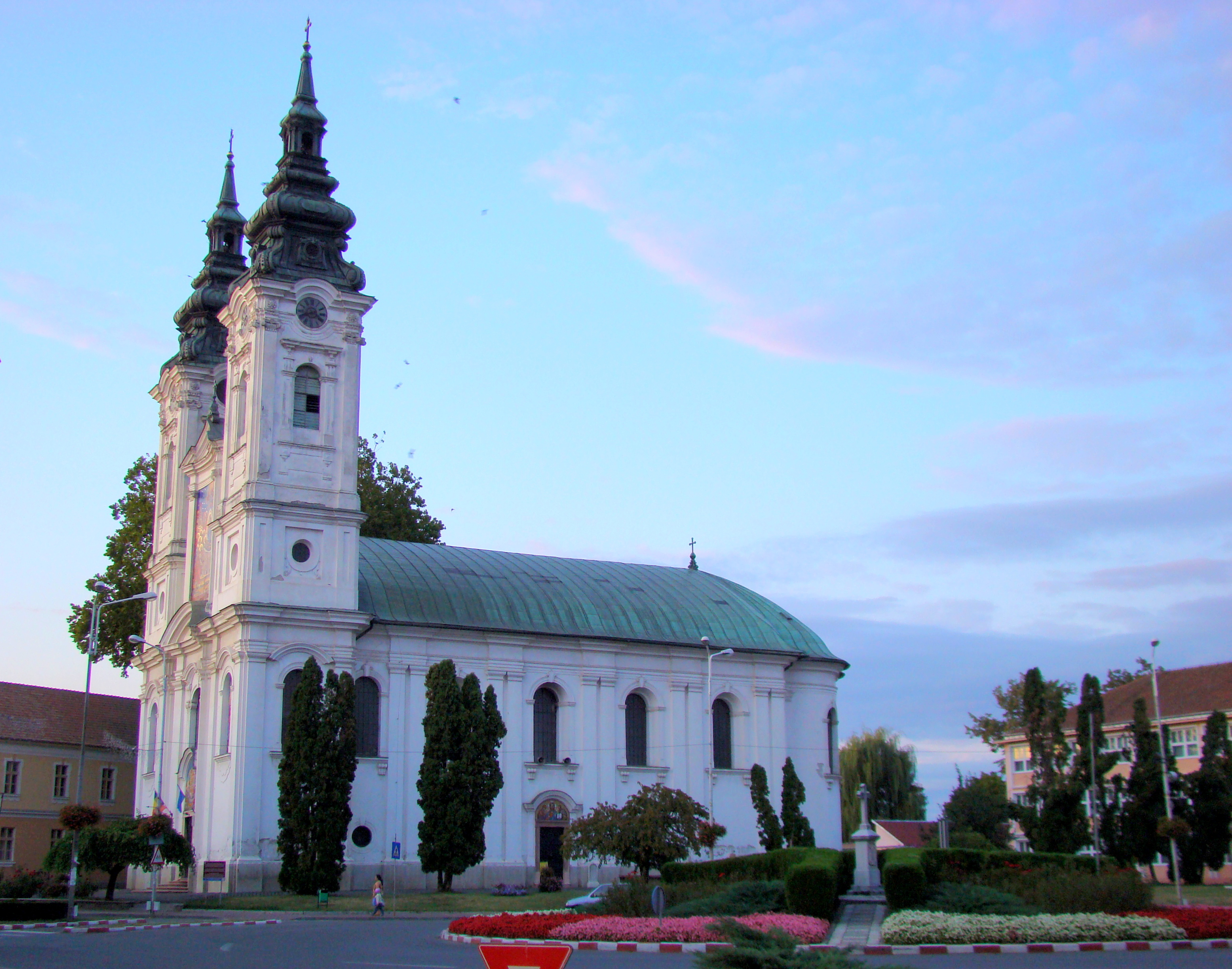
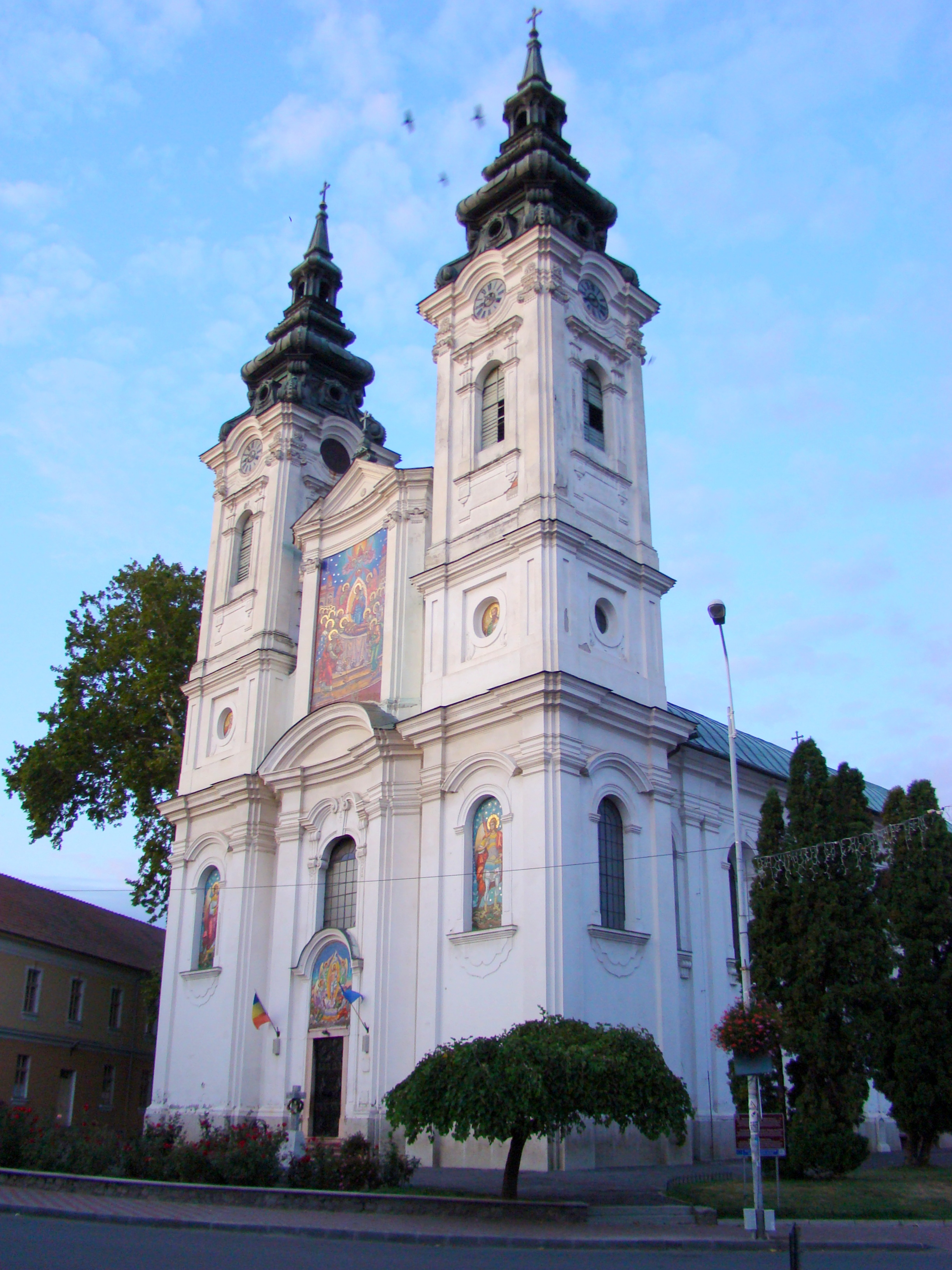
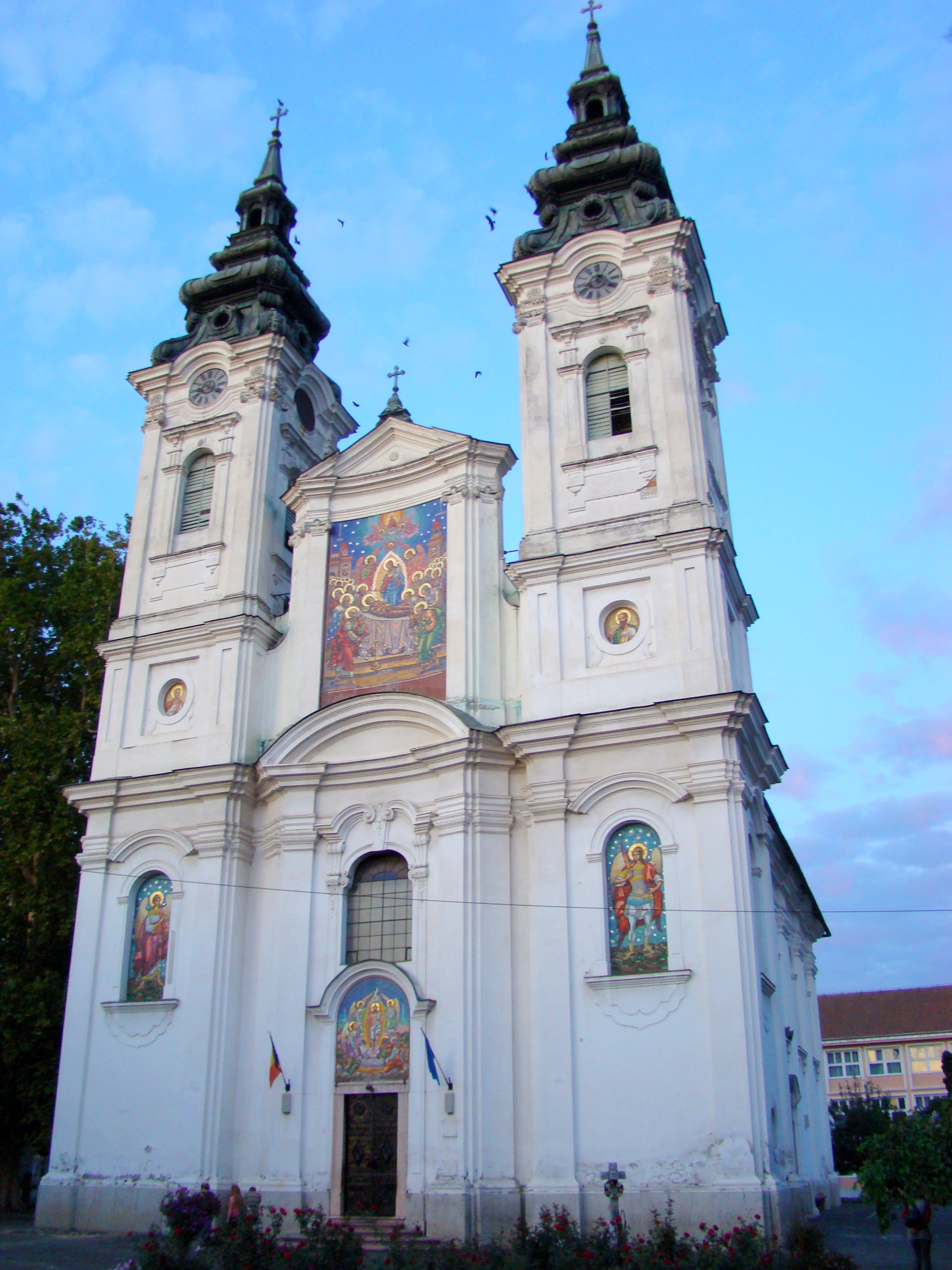
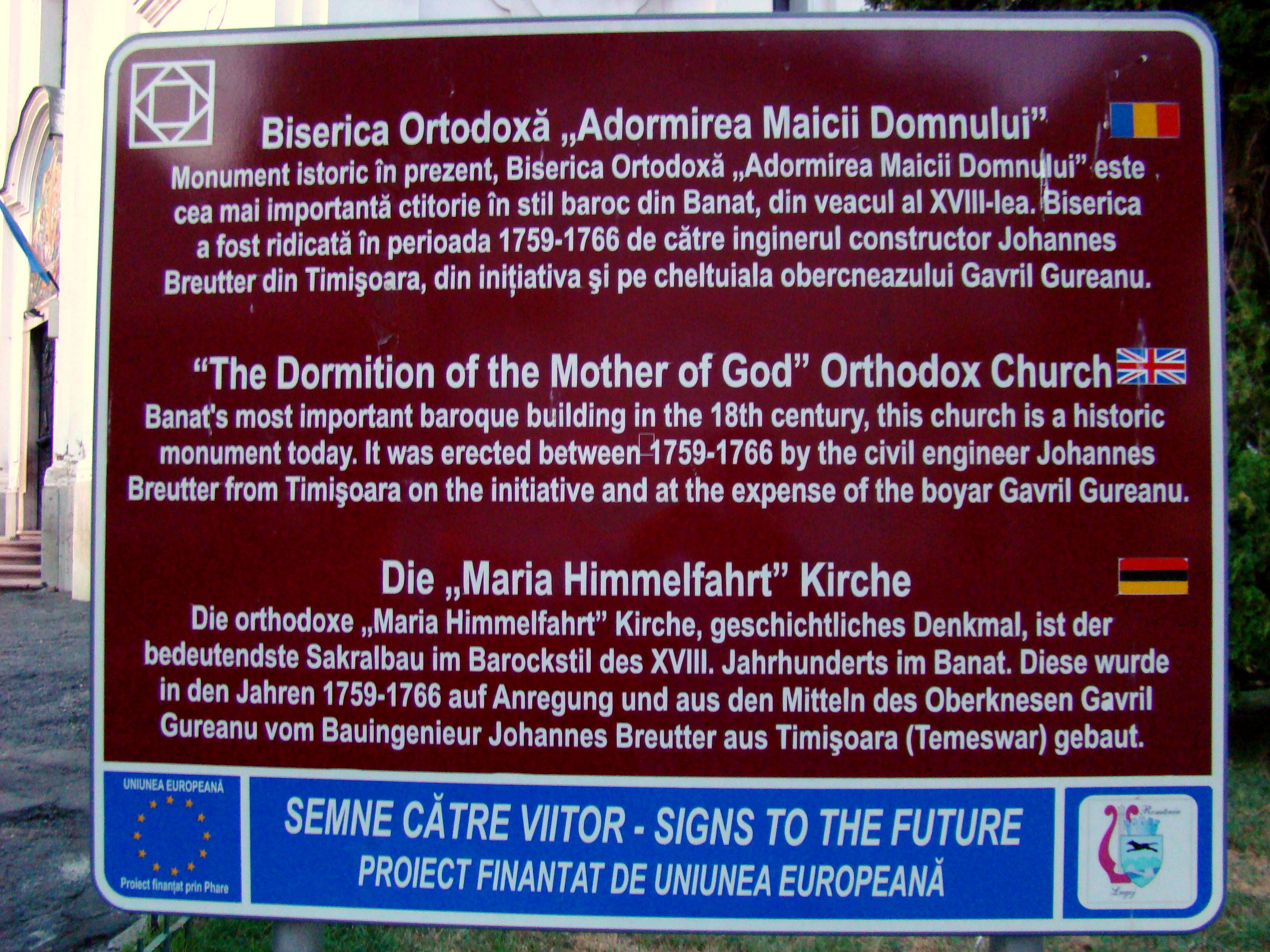
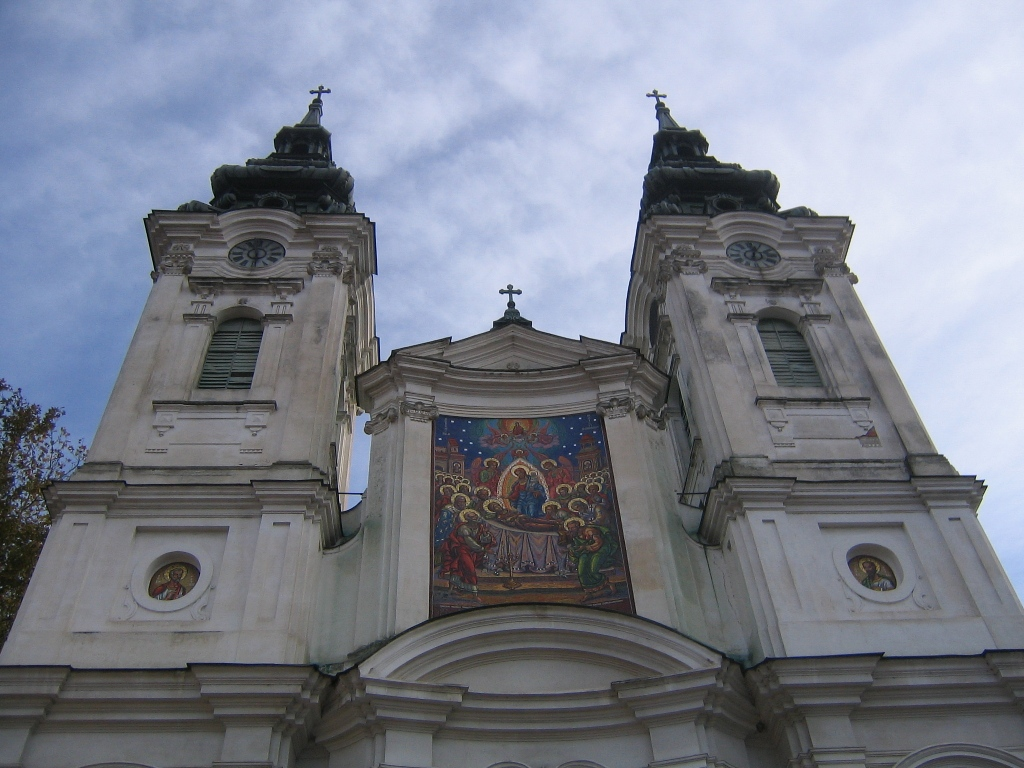
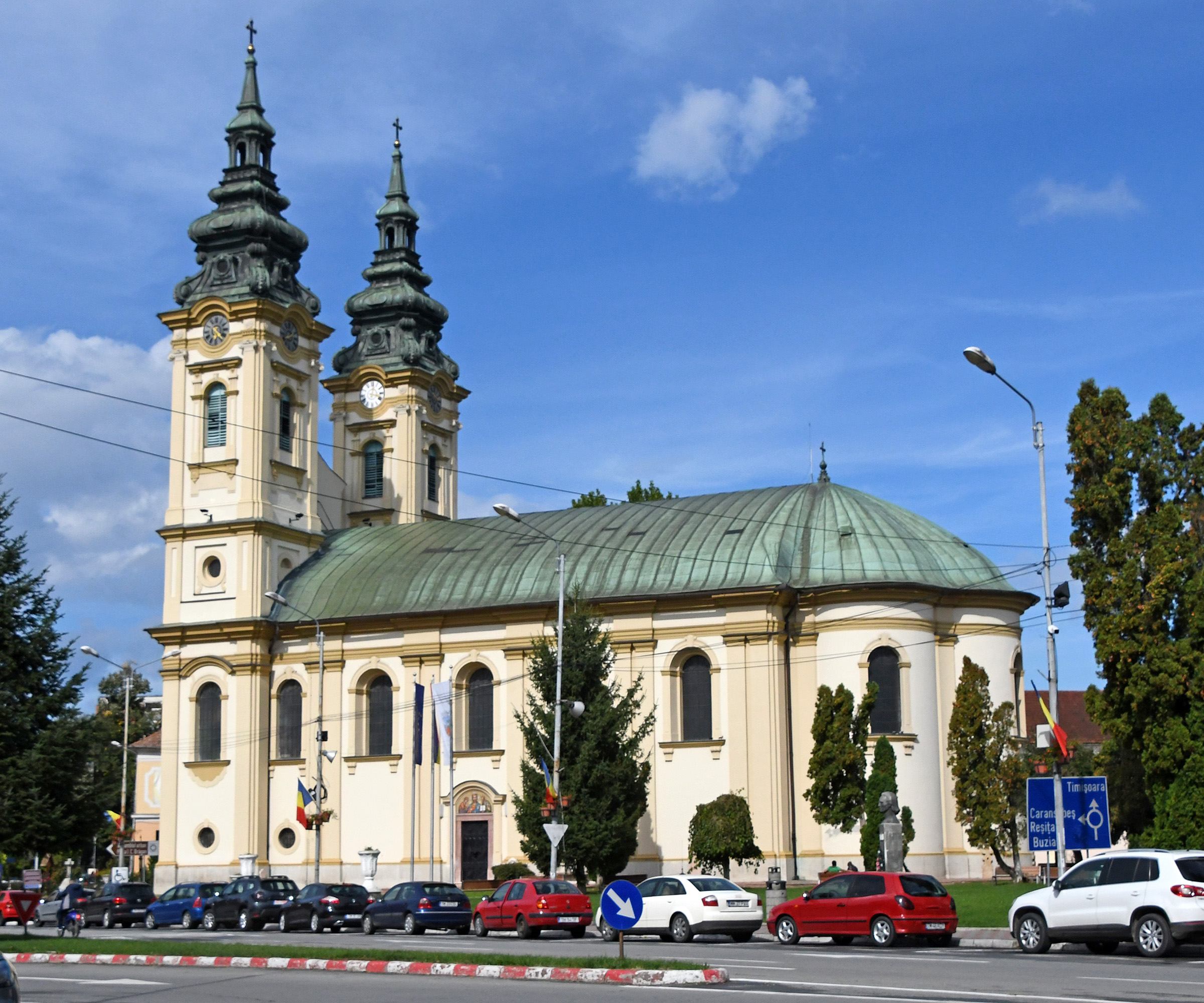

## Imagini din interior

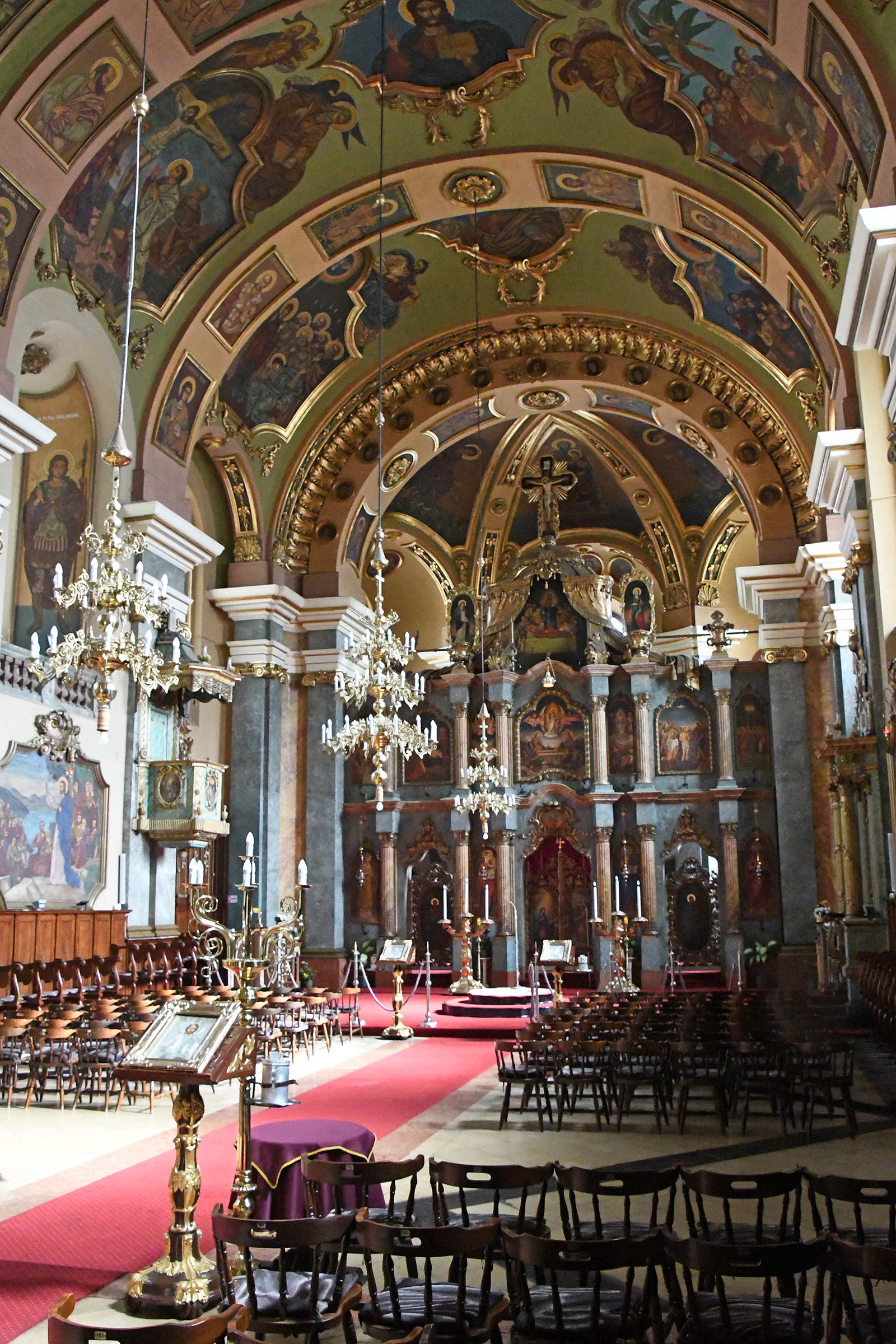
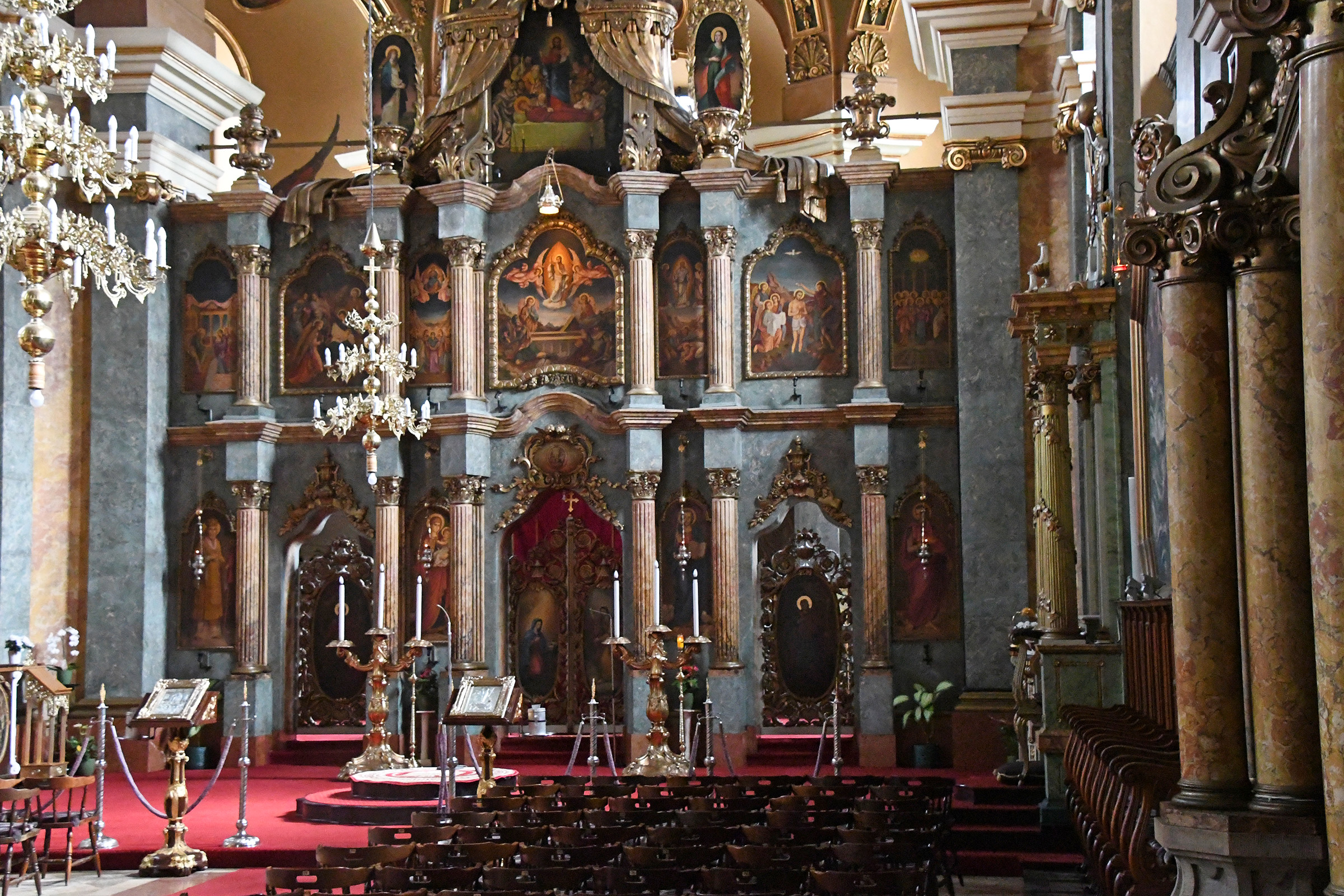
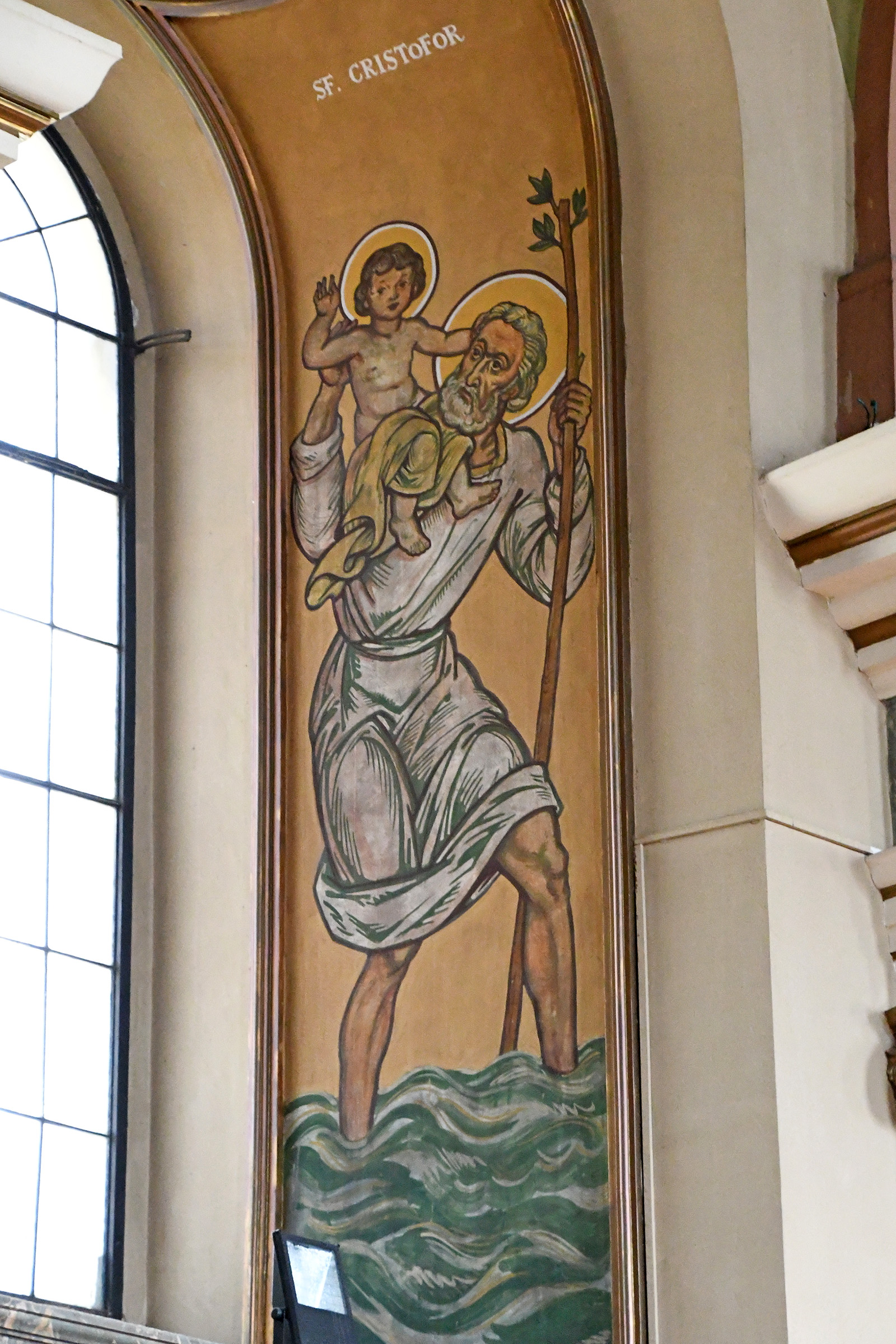
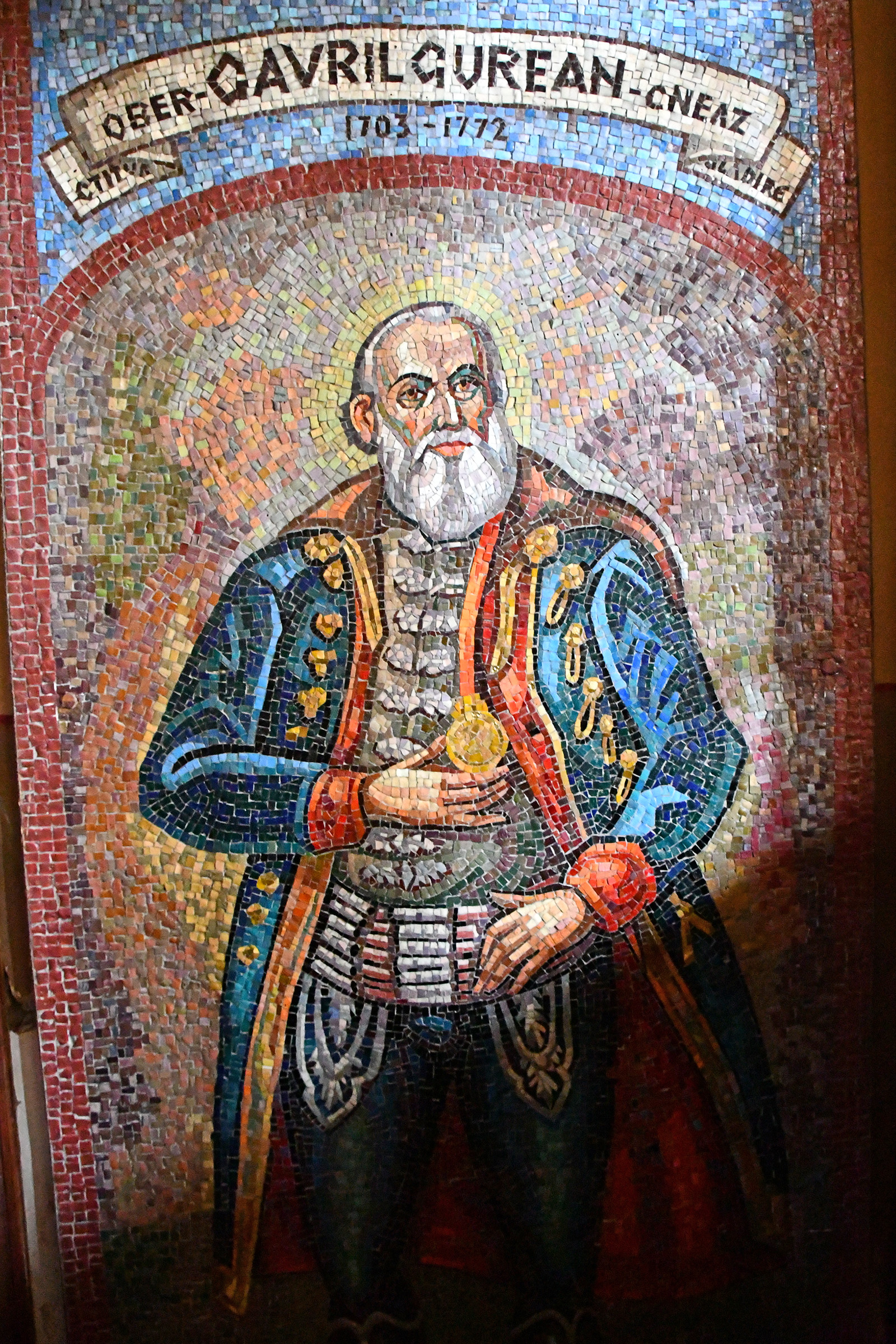
Portretul ctitorului
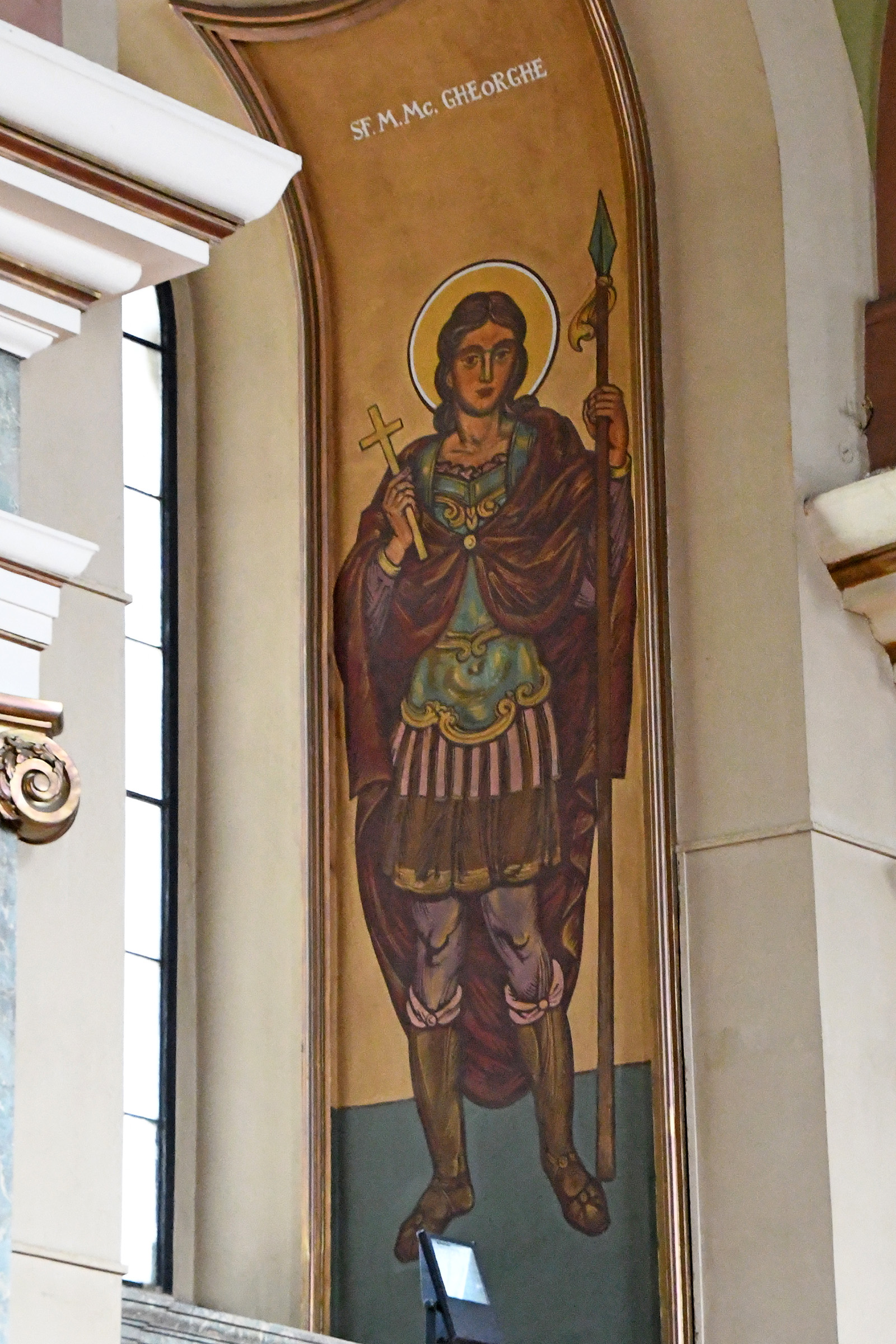
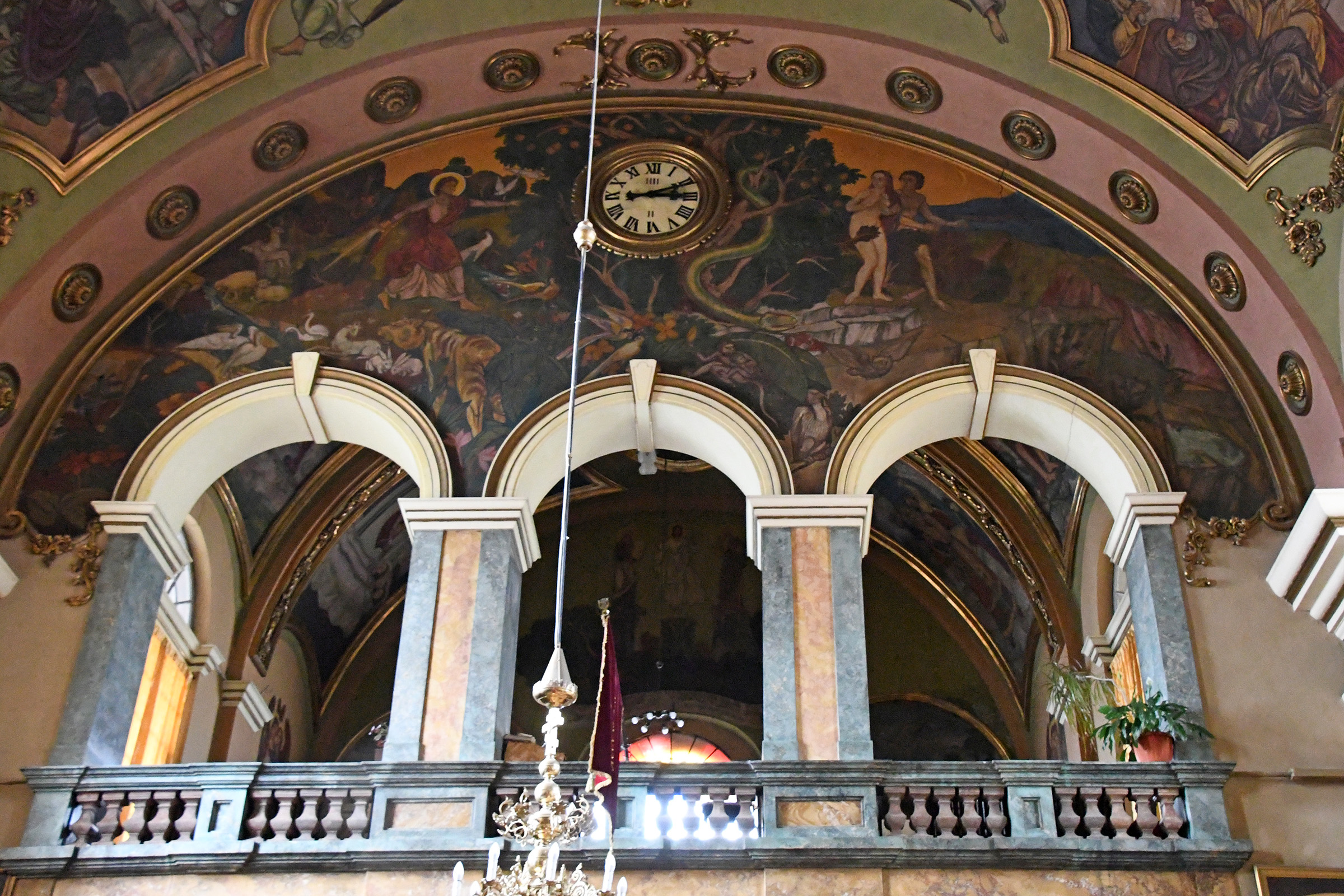
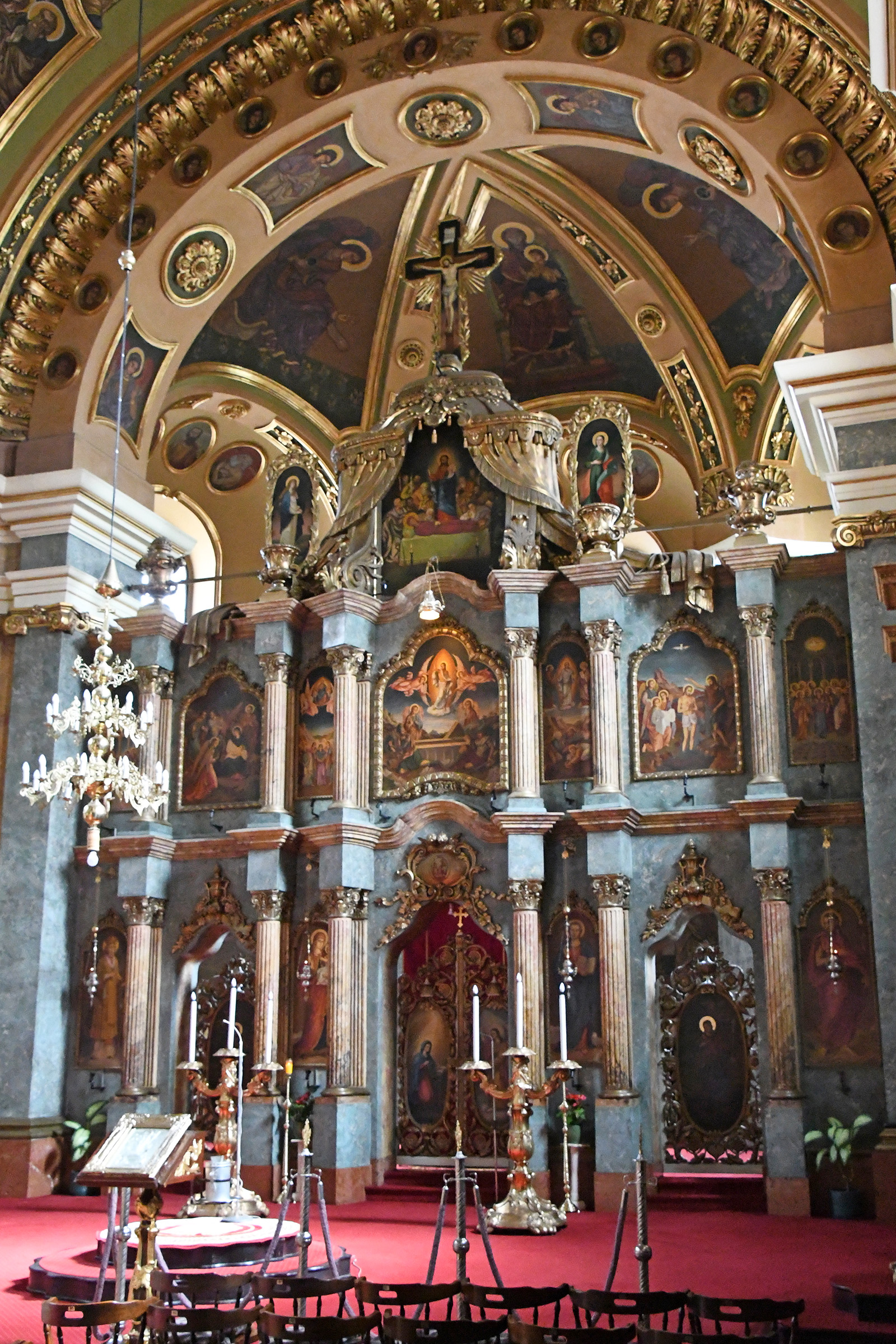